# Franz Schönhuber

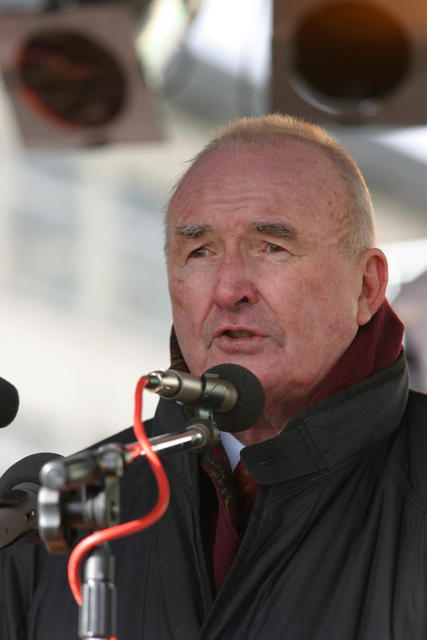
Franz Schönhuber

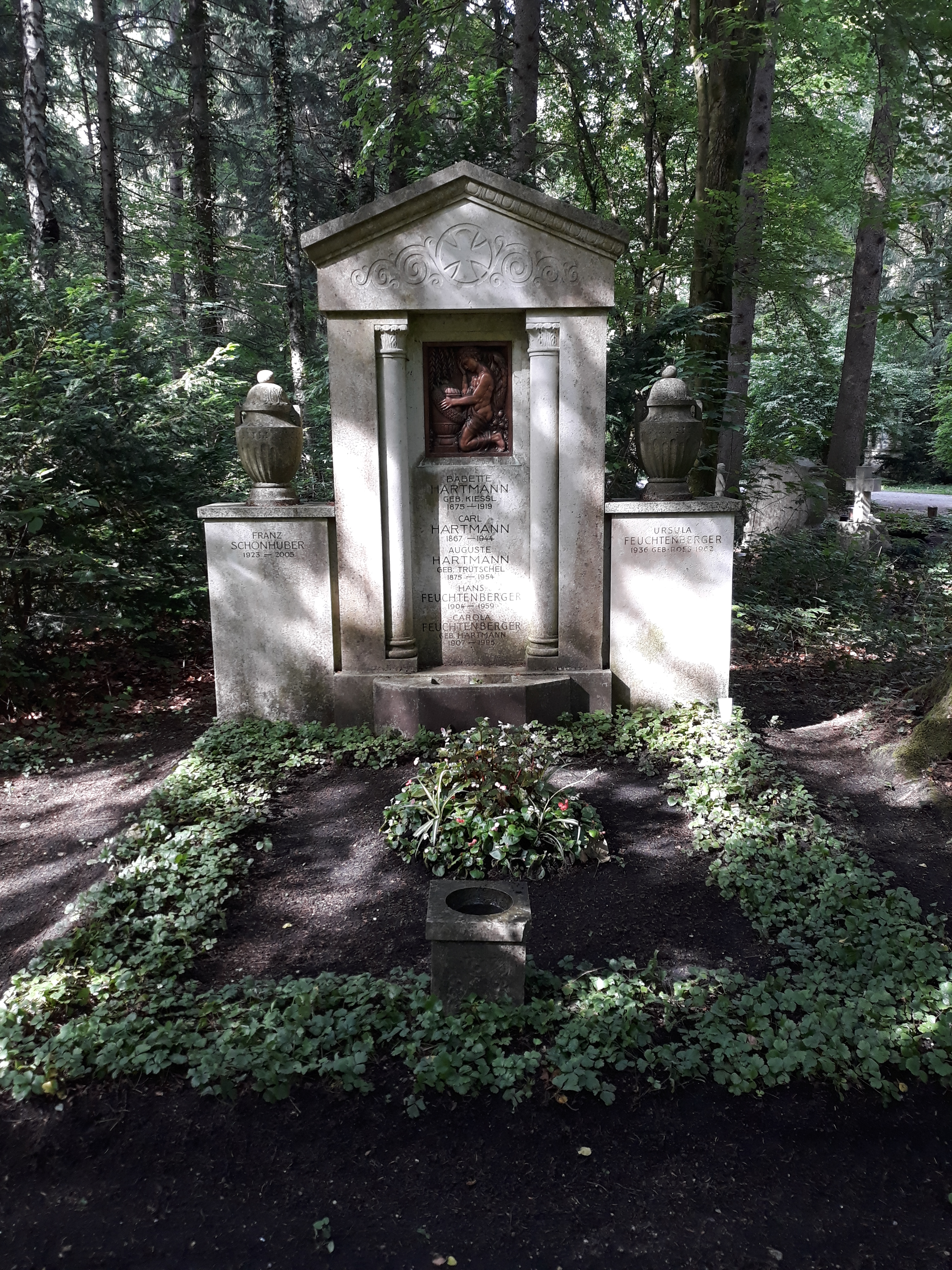
Das Grab von Franz Schönhuber auf dem Waldfriedhof (München)

Franz Xaver Schönhuber (* 10. Januar 1923 in Trostberg; † 27. November 2005 in München) war ein deutscher rechtsextremer Politiker, Journalist, Moderator und Autor. Bekanntheit erlangte er als Mitgründer und späterer Bundesvorsitzender der Partei Die Republikaner.

## Beruflicher Werdegang
Schönhuber war der Sohn eines Metzgers, der seit 1931 der NSDAP angehörte. Er besuchte ein Gymnasium in München und machte dort 1942 sein Abitur. Als 19-jähriger Jugendlicher gehörte er zur Hitler-Jugend und war Mitglied der NSDAP. Bald darauf meldete er sich freiwillig zur Waffen-SS und war während des Krieges im Fronteinsatz. Zunächst wollte Schönhuber zur Leibstandarte SS Adolf Hitler. Nach eigenen Angaben war er als Dolmetscher und Ausbilder in der Brigade (später Division) Charlemagne aktiv und kämpfte dann auch mit diesem Verband. Ihm wurde als SS-Unterscharführer das Eiserne Kreuz Zweiter Klasse verliehen.
Nach Kriegsende wurde er im Zuge der Entnazifizierung von der US-Militärregierung als „Mitläufer“ eingestuft. Schönhuber begann danach eine Karriere als Journalist und schrieb für einige Zeitungen wie die Münchner Abendzeitung und die Deutsche Woche. Als Chefredakteur war er bei der tz tätig. Gleichzeitig moderierte er mehrere Fernsehsendungen für den Bayerischen Rundfunk, zuerst Gute Fahrt, später auch Jetzt red i; er war stellvertretender Chefredakteur des Bayerischen Fernsehens. 1975 wurde Schönhuber Hauptabteilungsleiter beim Bayerischen Rundfunk im Bereich „Bayern Information“.
1971 bis 1977 war er Vorsitzender des Bayerischen Journalisten-Verbandes (BJV) und zeitweilig Mitglied des Deutschen Presserates. Anschließend wurde er Ehrenvorsitzender des BJV. Am 24. November 1981 forderte der Vorstand des BJV Schönhuber auf, den Ehrenvorsitz im BJV umgehend niederzulegen. Gleichzeitig distanzierte sich der Vorstand in einer Pressemitteilung nachdrücklich von Form und Absicht von Schönhubers kurz zuvor erschienener Autobiografie Ich war dabei. Er begründete dies durch den entstandenen Ansehensverlust für den Verband und den ganzen Berufsstand. Da Schönhuber den Ehrenvorsitz nicht freiwillig niederlegte, wurde ihm dieser auf dem BJV-Verbandstag am 13./14. März 1982 per Abwahl aberkannt. Noch am selben Tag traten 17 Unterstützer Schönhubers aus dem BJV aus, er selbst kündigte seine Mitgliedschaft eine Woche später. 
Noch im selben Jahr endete auch Schönhubers Karriere beim Bayerischen Rundfunk mit der fristlosen Entlassung des damals 58-Jährigen mit Verweis auf dessen Autobiografie. Ihm wurde Rechtsextremismus und Verharmlosung des Nationalsozialismus vorgeworfen. Später stellte das Landgericht München I in einem Beleidigungsprozess (den Schönhuber gegen einen Journalisten gewann) fest, dass aus seiner Autobiografie eine deutliche Distanzierung zum NS-Regime spreche. Im Rahmen eines arbeitsrechtlichen Prozesses wurde zudem festgestellt, dass er zu Unrecht entlassen worden war. Der Bayerische Rundfunk wurde letztinstanzlich verurteilt, Schönhuber entweder wieder einzustellen oder ihm per sofort alle Ruhestandsbezüge bis zu seinem Lebensende zu zahlen.
Schönhuber war Träger des Bayerischen Verdienstordens, gab diesen aber 1992 aufgrund der Beobachtung der Republikaner durch den Verfassungsschutz („wegen unwürdiger Behandlung deutscher Patrioten“) zurück. Weiterhin war er Träger der Auszeichnung „München leuchtet“, der „Umweltschutzmedaille“ und des „Publizistik-Preises der Sudetendeutschen Landsmannschaft“.

## Politische Karriere

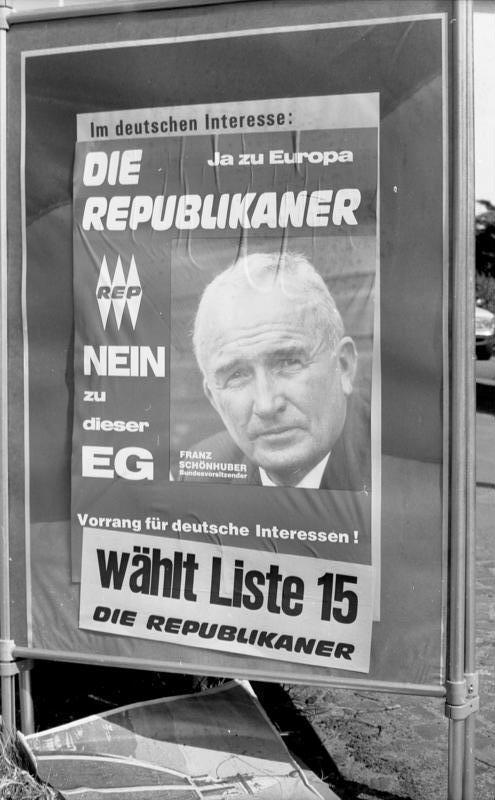
Franz Schönhuber auf einem Wahlplakat der Republikaner zur Europawahl 1989

Zusammen mit den kurz zuvor aus der CSU ausgetretenen Bundestagsabgeordneten Franz Handlos und Ekkehard Voigt gründete Schönhuber, der zunächst der SPD nahegestanden hatte, 1983 die Partei Die Republikaner (REP) und wurde deren stellvertretender Vorsitzender.
Im Zuge innerparteilicher Richtungskämpfe wurde er 1985 zum Bundesvorsitzenden der REP gewählt. Mit ihm als Vorsitzenden vollzog die Partei einen deutlichen Rechtsschwenk. Die Partei konnte ab Mitte der 80er Jahre beachtliche Erfolge bei Landtagswahlen und bei der Europawahl 1989 erzielen. Dem Europäischen Parlament gehörte Schönhuber in der Zeit zwischen 1989 und 1994 an. Dort schloss er sich mit den übrigen REP-Abgeordneten der von Jean-Marie Le Pen geführten Technischen Fraktion der Europäischen Rechten an, deren stellvertretender Fraktionsvorsitzender Schönhuber wurde. Schlechter werdende Wahlergebnisse führten aber zu innerparteilichen Differenzen. Schönhuber warf mehreren Mitgliedern der Partei, darunter Harald Neubauer, ihre Vergangenheit als NPD-Mitglieder vor. Nach diesen Vorwürfen entzogen die REP-Abgeordneten im Europäischen Parlament Schönhuber wegen „parteischädigenden Verhaltens“ das Vertrauen, was diesen am 25. Mai 1990 dazu veranlasste, seinen Posten als Parteivorsitzender aufzugeben. Die neue Parteispitze leitete noch in derselben Woche ein Parteiausschlussverfahren gegen ihren Gründer ein, das per Gerichtsentschluss zunächst auch durchgesetzt, in höherer Instanz aber letztlich wieder gekippt wurde.
Schönhuber gelang es mit Hilfe seiner zahlreichen Anhänger, noch 1990 erneut Bundesvorsitzender zu werden, er wurde vier Jahre später jedoch wegen Kontakten zum DVU-Vorsitzenden Gerhard Frey abermals abgesetzt (juristische Streitereien folgten). 1994 behauptete Schönhuber nach dem ersten Brandanschlag auf die Lübecker Synagoge, der damalige Präsident des Zentralrats der Juden in Deutschland Ignatz Bubis sei durch sein Auftreten verantwortlich für die Existenz von Antisemitismus, und bezichtigte ihn der „Volksverhetzung“. Er trat Ende 1994 nicht wieder als Kandidat um den Bundesvorsitz an. Der von ihm favorisierte Rudolf Krause unterlag dem „Putschisten“ Rolf Schlierer. 1995 trat Schönhuber aus der Partei aus.
Nach seinem Engagement für die Republikaner trat Schönhuber häufiger auch in rechtsextremen politischen Kreisen auf. So war er 1998 Kandidat der Deutschen Volksunion (DVU) für den Bundestag und veröffentlichte 2000 mit Horst Mahler Schluss mit dem deutschen Selbsthass, ein weiteres als rechtsextremistisch kritisiertes Buch. Weiterhin schrieb er für das DVU-Organ National-Zeitung und für die Zeitschrift Nation und Europa. Im Zuge der Möllemann-Affäre 2002 erklärte sich Schönhuber „hochzufrieden“ über Möllemanns „Dammbruch“, den er selbst mit vorbereitet habe. In seinem vorletzten Werk Der missbrauchte Patriotismus (2004) kritisierte er u. a. die „rückwärtsgewandten“ rechten Parteien in Europa und behauptete, „stets national und nie nationalistisch“ gewesen zu sein.
Im September 2005 trat er bei der Bundestagswahl 2005 für die Nationaldemokratische Partei Deutschlands im Wahlkreis Dresden I an, nachdem deren Direktkandidatin Kerstin Lorenz kurz vor dem regulären Wahltermin verstorben war. Er erhielt bei der Nachwahl am 2. Oktober als Direktkandidat 2,42 % der Stimmen, die ihn aufstellende NPD 2,56 % der Zweitstimmen.
Franz Schönhuber starb am 27. November 2005 im Alter von 82 Jahren an einer Lungenembolie infolge einer verschleppten Grippe in München.

## Arbeit im Europäischen Parlament
Zusammen mit den zehn Abgeordneten des Front National (FN) und dem einen des Vlaams Blok bildeten die REP die Technische Fraktion der Europäischen Rechten. In den vorherigen Verhandlungen war es zu Streitigkeiten gekommen, da FN-Chef Jean-Marie Le Pen auch die italienische MSI für die Fraktion gewinnen wollte. Die Republikaner lehnten dies ab, einerseits aus Sorge, sich durch Annäherung an die damals offen faschistische MSI zu diskreditieren, andererseits auch wegen Differenzen in der Südtirol-Frage. Letztlich verzichtete die MSI selbst auf Zusammenarbeit. Schönhuber wurde Vizevorsitzender der Fraktion.
Am 10. Dezember 1990 verließ Schönhuber die Fraktion. Etwa zur selben Zeit schloss er Neubauer und Grund aus den Republikanern aus und bezichtigte sie rechtsextremer und antisemitischer Ansichten. Grund und Neubauer verblieben zunächst in der ER-Fraktion, verließen sie aber im Mai 1991.
Gegen die restlichen Abgeordneten (Köhler, Schlee und Schodruch) leitete Schönhuber ebenfalls Parteiausschlussverfahren ein, denen sie im Frühjahr 1991 durch Austritt zuvorkamen. Schlee verließ am 23. April 1991 die Fraktion, der nach dem erwähnten Austritt Grunds und Neubauers nur noch Schodruch als Vizevorsitzender und Köhler angehörten. Schönhuber, inzwischen einziger REP-Abgeordneter im Parlament, äußerte sich öffentlich abfällig über seine früheren Kollegen und kritisierte vor allem deren mangelnde Arbeit und Präsenz. Allgemein nahmen die REP-Abgeordneten selten an Ausschusssitzungen teil, Schönhuber selbst etwa nur an 25 von 101 Sitzungen des Politischen Ausschusses, dem er bis Anfang 1992 angehörte. Öfter traten sie als Redner vor dem Plenum auf, insbesondere Schönhuber nutzte das Parlament für einige Reden.

## Veröffentlichungen
- Ich war dabei. Erstveröffentlichung 1981, ergänzte und aktualisierte 11. Auflage 1988, Langen Müller Verlag, München, ISBN 3-7844-2249-7.
- Freunde in der Not. 2. Auflage. Langen Müller, München 1983, ISBN 3-7844-1965-8.
- Macht. Langen Müller, München 1985, ISBN 3-7844-2010-9.
- Trotz allem Deutschland. Langen Müller, München 1987, ISBN 3-7844-2167-9.
- Die Türken – Geschichte und Gegenwart. Langen Müller, München 1989, ISBN 3-7844-2252-7.
- In Acht und Bann. Verlagsgesellschaft Berg, Berg am Starnberger See 1995, ISBN 3-86118-048-0.
- Die verbogene Gesellschaft. Verlagsgesellschaft Berg, Berg am Starnberger See 1996, ISBN 3-86118-061-8.
- Le Pen – Der Rebell. Verlagsgesellschaft Berg, Berg am Starnberger See 1997, ISBN 3-86118-069-3.
- Woher? Wohin? Europas Patrioten.
- Schluß mit deutschem Selbsthaß. (zusammen mit Horst Mahler) Verlagsgesellschaft Berg, Berg am Starnberger See 2000, ISBN 3-86118-093-6.
- Europas Patrioten. Die Eurorechte – Chance oder Illusion? Verlagsgesellschaft Berg, Berg am Starnberger See 2000, ISBN 3-86118-087-1.
- Welche Chancen hat die Rechte?. Nation Europa Verlag, Coburg 2002, ISBN 3-920677-59-5.
- Der missbrauchte Patriotismus in Deutschland und Europa. Seifert, Gunzenhausen 2004, ISBN 3-00-013610-X.
- Die Volksverdummer. Persönliche Erfahrungen mit deutschen Medienleuten. Nation Europa Verlag, Coburg 2005, ISBN 3-920677-63-3.